# Scalps
¡Scalps! es una película de acción y Spaghetti Western, estrenada en 1987 dirigida por Bruno Mattei. La película es considerada la última película del género del oeste a la italiana. La película tiene como protagonista a Mapi Galán como Yari, la hija vengadora de los pieles rojas y a Vassilj Karamesinis como Matt. La película es una mezcla entre Soldier Blue y Rambo: First Blood Part II.

## Argumento
Una banda de sureños, comandados por el sanguinario coronel Connor, se va en busca de la hija del jefe comanche, para aprovecharse de ella. El jefe no acepta que lo que el oficial le ofrece así que eso comienza con una masacre a los indios. La única que sobrevivirá es Yari. 
Los sudistas la secuestran y la someten sexualmente, la lastiman, la humillan, Yari soporta sin problemas todo esto. 
Un día, uno de los soldados la deja escapar sin darse cuenta. Ella escapa por el desierto durante algunos días. 
Yari va a lograr escapar y se encontrara con un Cowboy llamado Matt, que mantiene una existencia solitaria, en una pequeña propiedad rural. El hombre la encuentra moribunda. Le cura las heridas y le brinda cobijo durante la noche.
Matt le confiesa que desconfía de los indios, pero todavía más de los sudistas. Así, comienzan la venganza en contra de los sudistas. Una de las escenas más escabrosas es la que muestra en primer plano cómo a un hombre le arrancan la cabellera sutilmente, con mucho gore. Otras escenas son aquellas en las que Matt y Yari se enfrentan los Sudistas, todas ellas inspiradas en Rambo: First Blood Part II.

## Reparto
| Actor               | Personaje        |
| ------------------- | ---------------- |
| Mapi Galán          | Yari             |
| Vassilj Karamesinis | Matt             |
| Alberto Farnese     | Cnel. Connor     |
| Charly Bravo        | Jefe Comanche    |
| Fortunato Arena     | Moreno           |
| Lola Forner         | Esposa de Connor |

## Curiosidades
- Bruno Mattei filmaba dos películas, ¡Scalps! y White Apache.
- El guion era del famoso Richard Harrison, que había escrito el papel de Matt para el mismo.
- La duración original era de 118 mins. Pero Mattei eliminó 27 minutos del metraje por considerarlos de mal gusto y aburridos.
- Se filmó al mismo tiempo que Django, el gran retorno (Django II). Pero como ésta se estrenó unos meses antes no es la última película.
- Mapi Galán lleva en la edición en inglés el nombre de Karen Wood. Para aprovechar el nombre de Natalie Wood y su participación en The Searchers.
- El seudónimo que eligió Bruno Mattei para esta película fue Werner Knox.
- La película esta levemente basada en Soldier Blue.
- Vassilj Karamesinis es el único del reparto que no era Español o Italiano, era de Grecia.